# Neodora
Neodora is een geslacht van vlinders van de familie spanners (Geometridae), uit de onderfamilie Ennominae.

## Soorten
- N. costinotata Warren, 1897
- N. cretacea Warren, 1901
- N. duarina Schaus, 1901
- N. glaucularia Snellen, 1874
- N. tambillaria Oberthür, 1881